# Josep Albanell i Tortades
Josep Albanell i Tortades (Vic, 25 de desembre de 1945) és un escriptor català. Firma la seva obra per a adults amb el nom de ploma Pep Albanell i l'obra infantil i juvenil com a Joles Sennell.
Tot i haver nascut a Vic, va créixer a la Seu d'Urgell (ambdós ambients influirien en la seva creació). Va començar a escriure els primers relats a dotze anys, en els quals no podia faltar la temàtica dels naufragis. També va reflectir en alguns poemes les seves primeres experiències amoroses. Dels escrits inicials, en castellà, en destaca una novel·la en tres volums que respon a l'època del realisme històric. En aquella època, estudiava al matí i a la tarda treballava en una fàbrica. La ficció reflectia la seva pròpia experiència: la sensació plaent de començar a viure quan s'acaba la jornada laboral. Militant per la recuperació de la cultura catalana després de la dictadura, ha provat de cultivar els gèneres que més falta feien en el panorama literari català. Des d'aquest punt de vista s'ha d'interpretar el seu pas a la narrativa juvenil (s'havia iniciat com a narrador per a adults), seguint els consells del seu amic Carles Senpau, de qui manllevaria part del nom per al seu pseudònim Joles Sennell (dona fe de la seva implicació en la pedagogia una recent entrevista a la revista Estris). D'aquesta complicitat entre els dos amics va sorgir, escrit conjuntament, Un llibre amb cua (1983). Es tracta d'una novel·la de to realista que li aporta l'experiència d'adreçar-se al lector jove. El llibre el van signar amb el pseudònim de Joles Sennell, nom sorgit de la barreja de JOsep albaNELL i carLES SENpau. També des d'aquesta perspectiva s'entén que fos precisament Albanell un dels fundadors del col·lectiu Ofèlia Dracs.
Va col·laborar en revistes infantils com Cavall Fort, Rodamon i Tretzevents.
Per tal de fomentar la lectura ha participat amb editorials com Barcanova, Onda i Casals elaborant llibres de lectura.
Exerceix d'autor de capçalera de la Biblioteca Sant Agustí de la Seu d'Urgell.
També ha escrit guions de televisió, ràdio i cinema.
La seva obra ha estat traduïda al coreà, al xinès, a l'afrikaans, a l'anglès, al grec, al francès, a l'italià, al castellà, al gallec, a l'aranès i a l'èuscar.
El 2013 va rebre el Premi Trajectòria de la Setmana del Llibre en Català.

## Obres

### Poesia
- 1975 Tractat de vampirologia

### Assaig
- 2002 Hablamos de leer [amb altres autors].
- 2005 La sabateta de vidre (amb altres autors)

### Novel·la
- 1975 Calidoscopi sentimental: pinyol tot salivat
- 1976 El barcelonauta
- 1978 Ventada de morts: habitants de la nit
- 1987 La Xorca
- 1992 El tren no espera mai ningú
- 1995 Viaje al interior de la ciudad
- 1996 Perdut entre draps bruts
- 1999 Zoofília
- 1999 Cua de bou: literatura a les valls d'Àneu
- 2000 Plaça del Callao
- 2015 Les fantasies del nàufrag

### Narrativa breu
- 1972 Les parets de l'insomni
- 1974 Compreu-vos una neurosi i sigueu feliç
- 1975 Si fa no fa, fals
- 1976 Qualsevol-cosa-ficció
- 1980 L'amor ens retratava la nuesa
- 1982 Joc de miralls i llunes
- 1983 Animal de competició
- 1989 Els ulls de la nit
- 1999 Una mica de mort
- 1999 Xamfrà de tardor

### Teatre
- 1988 Xeflis i marrinxes
- 1989 El rei i del drac
- 1998 Quatre pecetes i mitja
- 2000 La draga Draga
- 2006 És teu? Els contrapastorets de la Seu

### Infantil i juvenil
- 1977 La guia fantàstica
- 1979 El tresor del Cadí
- 1979 El burot i les cireres: rondalla tradicional de l'Urgellet
- 1980 A la vora de l'estufa
- 1980 El núvol de la son
- 1980 Ara us n'explicaré una...
- 1981 Yuyo, el nen que no plorava
- 1981 El cas de la terra de Xirinola
- 1981 El germà ric i el germà pobre
- 1981 En Pantacràs Xinxolaina
- 1981 Història d'una bala
- 1983 Els tres cavallers del Segre
- 1983 Un llibre amb cua
- 1984 Contes de colors
- 1984 Dolor de rosa
- 1984 El millor pretendent del món
- 1984 L'estel de colors
- 1985 Estels fantàstics
- 1985 El llapis fantàstic
- 1986 Orxata d'ortigues
- 1987 L'implacable naufragi de la pols
- 1987 Crema de maga
- 1988 El núvol de la gana
- 1988 La rosa de Sant Jordi
- 1988 El barcelonauta
- 1988 Kwa
- 1989 Vull ser un gat
- 1990 El món inventat
- 1990 La llàgrima del sol
- 1991 Les joguines imaginàries
- 1991 Zoa: una misteriosa història d'amor
- 1993 L'ós groc
- 1993 Fantasies auxiliars administratives
- 1993 El nàufrag de les muntanyes
- 1993 Contes llaminers
- 1994 L'últim llop de la Cerdanya
- 1994 La Irene i el gargot
- 1994 Qui vol un conte?
- 1995 Xssst!
- 1995 Yago, el nen que volava
- 1996 No tots els amants es diuen Romeu, o, Tot són excuses
- 1996 L'innominable
- 1996 El virolet de Gràcia
- 1997 L'habitant del no-res
- 1997 El pont d'Amsterdam
- 1997 En Xavier té por
- 1998 La fada d'Alzheimer
- 1998 La Vall d'en Dorro i altres contes dedicats
- 1999 El Dinociment
- 1999 El Superheroi de la tele
- 1999 El món rar de l'Estrafo
- 2000 Contes en una gàbia
- 2000 Tocats del bolet
- 2000 La carta rebel
- 2001 L'ogre pudent
- 2002 La dent de la Clara
- 2002 Tot són excuses
- 2002 Conte llunat
- 2003 Conte de riure, conte de plorar
- 2003 El crit de l'ampolla
- 2004 La serp negra
- 2004 Feines per treballar
- 2005 Follets
- 2005 El ball de la geganta
- 2005 La bruixa desdentada
- 2006 La música perduda
- 2006 Tres d'aquí... i quatre d'allà
- 2006 El bosc encantat
- 2007 La bruixa Katric Catrock i la fada Dolsi Tante
- 2009 El fantasma de la Seu
- 2011 La boira pudent
- 2011 Fades, bruixes i companyia
- 2011 El burot i les cireres d'Arfa
- 2012 El follet Bambalambà
- 2012 L'euga rara
- 2013 El jardí de música i cristall
- 2014 Yannis, el nen que no plorava
- 2014 L'impostor (la fantàstica història de Joles Sennell)
- 2015 El conte de la cercavila

### Obres col·lectives amb Ofèlia Dracs
- 1980 Deu pometes té el pomer
- 1981 Lovecraf, lovecraf
- 1982 Negra i consentida
- 1985 Essa efa
- 1986 Boccato di cardinali
- 1992 Bandeira afrodisíaca
- 1994 Misteri de reina

### Obres conjuntes amb Carles Senpau
- 1975 Un llibre amb cua

## Premis
- 1972 Premi Víctor Català per Les parets de l'insomni
- 1974 Premi Sant Jordi per Pinyol ben salivat
- 1976 Premi Joaquim Ruyra per El barcelonauta
- 1976 Premi Ciutat de Manacor de narracions: Qualsevol-cosa-ficció.
- 1978 Premi CCEI per La guia fantàstica
- 1978 Premi Crítica Serra d'Or de novel·la per Ventada de morts
- 1978 Premi Ciutat d'Olot-Marià Vayreda per Ara us n'explicaré una
- 1979 Premi Crítica Serra d'Or de novel·la: Ventada de morts.
- 1979 Premi Joan Santamaria de narrativa: Mirall de licantropia
- 1980 Premi Josep M. Folch i Torres: En Pantacràs Xinxolaina.
- 1980 Premi Crítica Serra d'Or de Literatura Infantil i Juvenil per L'estel de colors
- 1981 Premi Folch i Torres per En Pantacràs i Xinxolaina
- 1981 Premi Crítica Serra d'Or de Literatura Infantil i Juvenil per El núvol de la son
- 1983 Premi de la Generalitat de Catalunya al millor text infantil per El bosc encantat
- 1986 Premi Crítica Serra d'Or de Literatura Infantil i Juvenil per El llapis fantàstic
- 1990 Premi Nacional de literatura infantil i juvenil de les Lletres Espanyoles per La rosa de Sant Jordi
- 1993 Premi Lola Anglada per Qui vol un conte?
- 1997 Premi Nit Literària Andorrana - Laurèdia de contes infantils: La Vall d'en
- 1998 Premi novel·la curta Manuel Cerqueda Escaler del Cercle de les Arts i de les Lletres d'Andorra per Zoofília
- 1998 Premi Sant Carles Borromeu de contes i narracions per Una mica de mort
- 1999 Premi Ciutat de Carcaixent-Xaro Vidal de teatre infantil: la draga draga
- 2000 Premi Crítica Serra d'Or de narració per Xamfrà de tardor
- 2005 Premi Nit Literària Andorrana - Laurèdia de contes infantils: Tres d'aquí, quatre d'allà
- 2005 SGAE - VI Premio de treatro infantil: És teu? (Els contrapastorets de la Seu)
- 2013 Premi Trajectòria de la Setmana del Llibre en Català